# Polystigma deformans
Polystigma deformans är en svampart som beskrevs av Syd. 1936. Polystigma deformans ingår i släktet Polystigma och familjen Phyllachoraceae.   Inga underarter finns listade i Catalogue of Life.